# Armando Malet
Armando Malet (1905 - 1982) fue un abogado y político uruguayo perteneciente al Partido Colorado.

## Biografía
Graduado como abogado en la Facultad de Derecho, Universidad de la República.
Militante en la Lista 15, fue elegido diputado para el periodo 1951-1955; reelecto para el siguiente periodo. 
También fue Intendente de Montevideo. Durante su ejercicio se inauguraron el Planetario Municipal y las primeras expansiones del sistema de trolebuses de Montevideo inaugurado en 1951 durante la gestión de Germán Barbato. También participó en la conferencia de la Unesco realizada en Montevideo en 1954.
Fue ministro de Hacienda entre el 1 de marzo de 1955 y el 5 de junio de 1956, durante el primer Consejo Nacional de Gobierno. Desde allí trató de impulsar, sin éxito, un impuesto a la renta.
Durante 1969-1970 presidió el BROU.
Nuevamente ocupó la cartera de Economía en 1970 durante el gobierno de Jorge Pacheco Areco. Poco después, presidió el Banco Central del Uruguay durante poco más de un mes.
Fue nombrado ministro de Defensa en el gobierno de Juan María Bordaberry entre el 1 de noviembre de 1972 y el 7 de febrero de 1973.
También integró el Ateneo de Montevideo.
| Predecesor: Augusto Legnani | Ministro de Defensa 1972-1973 | Sucesor: Antonio Francese |